# AB Doradus
AB Doradus (abgekürzt AB Dor) ist ein etwa 49 Lichtjahre entferntes Vierfachsternsystem im Sternbild Schwertfisch (lateinisch Dorado), das sich am Südhimmel befindet. Es enthält einen schnell rotierenden Hauptreihenstern (AB Doradus A), der sich trotz seines hundertfachen Erddurchmessers in nur zwölf Stunden um die eigene Achse dreht, sowie drei rote Zwergsterne (AB Doradus Ba, AB Doradus Bb und AB Doradus C). AB Doradus C ist einer der leichtesten bekannten Sterne – seine Masse liegt nur knapp oberhalb der Grenze zum Braunen Zwerg.
Die scheinbare Helligkeit von AB Doradus A ändert sich mit einer Periode, die gleich seiner Umdrehungszeit ist. Der Stern gehört also zu den Rotationsveränderlichen. Seine Veränderlichkeit wird auf großflächige Sternflecken zurückgeführt, die in Zusammenhang mit seinem komplexen Magnetfeld stehen. Beobachtungen zeigten eine zwischen etwa 0,01 und 0,05 mag variierende Amplitude der Helligkeitsänderung.
Die Helligkeitsschwankungen von AB Doradus A gaben dem System seine Bezeichnung: Der erste Namensteil „AB“ folgt den Regeln zur Benennung veränderlicher Sterne und besagt, dass AB Doradus der 56. Stern im Sternbild Schwertfisch ist, an dem eine Veränderlichkeit nachgewiesen werden konnte. Der zweite Namensteil „Doradus“ ist der Genitiv des lateinischen Namens des Sternbildes. Der dritte Teil „A“ der Hauptkomponente wurde nachträglich zur Unterscheidung von den erst später entdeckten kleineren Begleitern ergänzt.
AB Doradus ist nur 50 Millionen Jahre alt und Namensgeber des AB-Doradus-Bewegungshaufens, der u. a. zur weiteren Klärung der Sternentstehung erforscht wird.

## Auffinden am Nachthimmel
Für Beobachter auf der südlichen Halbkugel der Erde ist AB Doradus fast ganzjährig zu sehen. Allerdings ist der Stern selbst von den südlichsten Teilen Europas aus nicht beobachtbar.
Aufgrund seiner geringen scheinbaren Helligkeit ist der Stern nicht mit bloßem Auge erkennbar. Schon ein kleines Teleskop oder ein Feldstecher reicht jedoch aus, um ihn beobachten zu können. Nahe AB Doradus befindet sich die Große Magellansche Wolke (die größte Satellitengalaxie der Milchstraße) sowie die Sternbilder Netz (Reticulum) und Tafelberg (Mensa).

## Position

### Entfernung
Die Entfernung von AB Doradus kann aufgrund seiner starken Eigenbewegung und der verhältnismäßig großen Parallaxe relativ genau auf 49 Lichtjahre bestimmt werden.
Die 500 sonnennächsten Sterne befinden sich (bei korrekter Parallaxe) in einer Umgebung von 33 Lichtjahren. Daraus ergibt sich (bei konstant angenommener Sternendichte) durch einfache Rechnung, dass die Komponenten von AB Doradus zu den 1600 bis 1700 sonnennächsten Sternen gehören.
AB Doradus scheint ein Teil der am Himmel neben ihm stehenden Großen Magellanschen Wolke zu sein. Allerdings ist diese mit einer Entfernung von 160.000 Lichtjahren ca. 3000-mal weiter von der Sonne entfernt als AB Doradus.

### Eigenbewegung
Ein Vergleich der Eigenbewegung mit der anderer Sterne zeigte manch auffällige Ähnlichkeiten. Das nur 50 Millionen Jahre alte Sternsystem AB Doradus wurde so zum Namensgeber des AB-Doradus-Bewegungshaufens. Er ist ein junger Bewegungshaufen mit einer lockeren Gruppe von Sternen, die nicht durch eine räumliche Konzentration um ein Haufenzentrum, sondern durch eine gemeinsame Bewegungsrichtung auf einen Konvergenz- oder Fluchtpunkt hin charakterisiert sind.

### Gemeinsame Entstehung mit den Plejaden?
Während der Untersuchung des Alters von AB Doradus wurde eine merkliche Ähnlichkeit bezüglich der Eigenbewegung des Bewegungshaufens mit den Plejaden festgestellt.
Die Plejaden sind ein ebenfalls junger offener Sternhaufen, der als „Siebengestirn“ im Sternbild Stier beobachtet werden kann.
Diese Erkenntnis führte zu einer Untersuchung der Raumgeschwindigkeit bzw. der Bewegung innerhalb der Milchstraße. Mit ihr sollte festgestellt werden, ob die beiden Gruppen in derselben Gaswolke entstanden sind.
Momentan sind AB Doradus und die Plejaden 475 Lichtjahre voneinander entfernt. Mithilfe der Beobachtungsdaten konnte die Bewegung der beiden Sterngruppen in den letzten Millionen Jahren simuliert werden. Das Resultat besagt, dass der Abstand zwischen AB Doradus und den Plejaden vor 125 Millionen Jahren (also zu der Zeit, als die ersten Sterne der Bewegungshaufen zu leuchten begannen) mit 850 Lichtjahren deutlich größer war. Damit wurde die Hypothese widerlegt, AB Doradus sei in derselben (vermutlich 160 Lichtjahre breiten) molekularen Gaswolke wie die Plejaden entstanden. Dennoch schließen die Eigenbewegungen eine größere Entstehungsregion nicht aus.

## Aufbau des Systems
AB Doradus ist ein Mehrfachsternsystem, das sich aus zwei Doppelsternsystemen zusammensetzt, die sich in einem Abstand von etwa 135 Astronomischen Einheiten, das entspricht dem 135-fachen Abstand der Erde zur Sonne, gegenseitig um ein gemeinsames Baryzentrum umkreisen.
Das masseärmere Doppelsternsystem enthält die beiden Sterne AB Doradus Ba und AB Doradus Bb, welche sich mit einer Periode von etwa 135 Tagen umrunden. Das schwerere Doppelsternsystem hingegen heißt „AB Doradus A–C“ und enthält somit die Komponenten AB Doradus A und AB Doradus C, die sich in einem Abstand von 2,3 AE alle 11,75 Jahre umlaufen. Wegen seiner höheren Masse ist der Abstand zum gemeinsamen Baryzentrum AB Doradus ungefähr halb so groß wie der des leichteren Doppelsterns AB Doradus B.

## Komponenten des Systems

### AB Doradus A–C

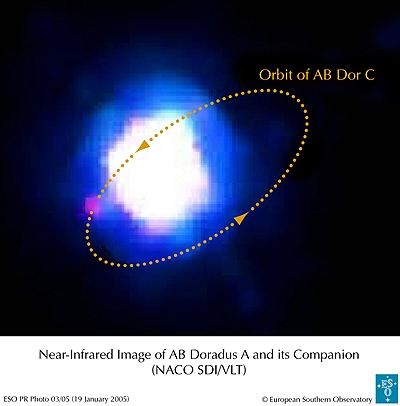
Infrarot-Nahaufnahme von AB Doradus A–C, die gelb gestrichelte Linie markiert den Orbit von C

#### AB Doradus A
AB Doradus A, der orange leuchtende Hauptstern, ist ein sonnenähnlicher Stern vom Spektraltyp K2 Vk. Die numerische Bezeichnung reicht von 0 (heißester) bis 9 (kühlster) Stern innerhalb der Spektralklasse K; mit K2 gehört AB Doradus A somit, wie α Centauri B oder ε Eridani, zu den heißeren K-Sternen. Die Leuchtkraftklasse V gibt an, dass er zu den Hauptreihensternen gehört. Aufgrund seines jungen Alters wird AB Doradus A häufig als Pre-Main-Sequence-Star („Vor-Hauptreihenstern“) bezeichnet, also als ein Stern, der die Hauptreihe noch nicht oder eben erst erreicht hat. Das Suffix „k“ steht für interstellare Absorptionslinien.
Die Masse von AB Doradus A beträgt drei Viertel der Sonnenmasse. Damit ist er die mit Abstand schwerste Komponente des Vierfachsternsystems. Als früher K-Stern weist er eine Oberflächentemperatur von 4900 K auf und ist damit nur um weniger als 900 K kühler als die Sonne. Doch dieser geringe Unterschied der Effektivtemperatur macht einen großen Unterschied in Bezug auf die Leuchtkraft aus. Obwohl AB Doradus A mit dem 0,9-fachen Sonnendurchmesser eine verhältnismäßig große Oberfläche besitzt, resultiert daraus nur knapp mehr als ein Drittel der Sonnenleuchtkraft. Dazu kommt, dass die Sonne aufgrund ihrer Oberflächentemperatur von ca. 5800 K nahezu komplett im sichtbaren Licht strahlt, während bei AB Doradus A der Anteil der Infrarotstrahlung wesentlich höher ist. Somit entfallen nur etwa 85 % der Gesamtleuchtkraft von AB Doradus A auf sichtbares Licht. Diese schwächere visuelle Leuchtkraft ist die Ursache, dass der K-Zwerg trotz der verhältnismäßig geringen Entfernung von knapp fünfzig Lichtjahren mit einer scheinbaren Helligkeit von 6,93 mag mit bloßem Auge nicht mehr erkennbar ist.

##### Rotation
In den 1990er Jahren konnte durch Messungen der Breite seiner Spektrallinien festgestellt werden, dass sich AB Doradus A sehr schnell um seine eigene Achse dreht, was Ausbuchtungen am Äquator, ein wesentlich komplexeres Magnetfeld und Temperaturschwankungen auf der Oberfläche zur Folge hat. Dies ist der Grund, warum AB Doradus A anderen Spektraltypen zugewiesen wurde.
Es wurde festgestellt, dass eine volle Achsendrehung am Äquator in etwa zwölf Stunden erfolgt. Das entspricht der fünfzigfachen Winkelgeschwindigkeit der Sonne, welche 25 Tage für eine volle Drehung benötigt, beziehungsweise der doppelten Winkelgeschwindigkeit der Erde, obwohl ihr Durchmesser nur ein Hundertstel von AB Doradus A ausmacht. Damit ist die Rotationsdauer des Hauptsterns eine der kürzesten aller bekannten Sterne; zu ähnlich hohen Rotationsgeschwindigkeiten kommen auch Wega, Altair oder Achernar. Allerdings ist AB Doradus A noch weit davon entfernt, aufgrund der auftretenden Fliehkräfte auseinanderzubrechen. Diese Grenze würde vermutlich erst ab einer äquatorialen Rotationsgeschwindigkeit von 450 km/s überschritten werden.
Zusätzlich wurden auf der Oberfläche von AB Doradus A Eruptionen nachgewiesen; dabei wird das schwache Wasserstoffplasma auf bis zu fünfzehn Millionen Grad erhitzt und in den Magnetfeldern, die sich sphärisch über die Sternenoberfläche wölben, eingeschlossen. Dieses Plasma glüht in Röntgenstrahlen. Damit ist AB Doradus A durch seine geringe Entfernung eine der hellsten stellaren Röntgenquellen am Firmament überhaupt. Äquatoriale Ausbrüche rotieren aufgrund differenzieller Rotation wesentlich schneller als jene an den Polen, jedoch war der Unterschied in den Jahren 1988 und 1996 nur halb so groß wie von 1992 bis 1995. In diesen Jahren erschien der Stern stark abgeplattet.

##### Weitere Entwicklung
Momentan steht AB Doradus A noch am Anfang seines Lebens. Wie in allen sonnenähnlichen Sternen findet die Fusion im Kern von Wasserstoff zu Helium vor allem über die Proton-Proton-Kette statt, die keinen steilen Temperaturgradient erzeugt. Somit dominiert im Innern von sonnenähnlichen Sternen die Wärmestrahlung. Im äußeren Teil herrscht dagegen die Konvektion vor, da hier der Stern kühl genug ist, damit der Wasserstoff neutral ist und somit undurchlässig für ultraviolette Photonen wird (siehe auch Artikel Sternaufbau).
Weil sich nicht fusionsfähige Helium-Asche im Kern ansammelt, führt die Verminderung des Wasserstoffs pro Masseeinheit zu einer allmählichen Senkung der Rate der Kernfusion innerhalb dieser Masse. Zum Ausgleich erhöhen sich Kerntemperatur und Druck langsam, was eine Erhöhung der Gesamt-Fusionsrate bewirkt. Dies führt zu einer stetigen Zunahme der Leuchtkraft und des Radius von AB Doradus A im Laufe der Zeit. So war zum Beispiel die Leuchtkraft der jungen Sonne nur bei ca. 70 % ihres heutigen Wertes. Der Leuchtkraftzuwachs ändert somit allmählich im Laufe der Zeit die Position des Sterns im Hertzsprung-Russell-Diagramm.
In etwa 22 Milliarden Jahren wird der Wasserstoffvorrat im Kern von AB Doradus A erschöpft sein. Dann wird durch den Verlust der Energieerzeugung der gravitative Kollaps wieder aufgenommen. Der den Kern umgebende Wasserstoff erreicht die notwendige Temperatur und den Druck, um zu fusionieren. Dadurch bildet sich eine wasserstoffbrennende Schale um den Heliumkern.
Als Folge dieser Änderungen dehnt sich die äußere Hülle aus, die Temperatur sinkt und der Stern verwandelt sich in einen Roten Riesen.
Ab diesem Punkt verlässt der Stern die Hauptreihe und erreicht den Riesenast. Der Heliumkern des Sterns zieht sich weiterhin zusammen, bis er durch den sogenannten Entartungsdruck der Elektronen aufgehalten wird – einen quantenmechanischen Effekt, der einschränkt, inwieweit Materie verdichtet werden kann.
Da AB Doradus A ein Stern mit mehr als einer halben Sonnenmasse ist, kann der Kern eine Temperatur erreichen, bei der es möglich wird, dass Kohlenstoff aus Helium über den Drei-Alpha-Prozess erzeugt wird. Am Ende dieses Prozesses wird AB Doradus A seine äußeren Hüllen abstoßen und Planetarische Nebel bilden. Zurück bleibt der erloschene Kern in Form eines Weißen Zwerges, der nur noch durch Wärmestrahlung leuchtet und langsam auskühlt. Der Reststern wird rötlich, bis er schließlich als Schwarzer Zwerg im sichtbaren Bereich ganz verschwindet.

#### AB Doradus C

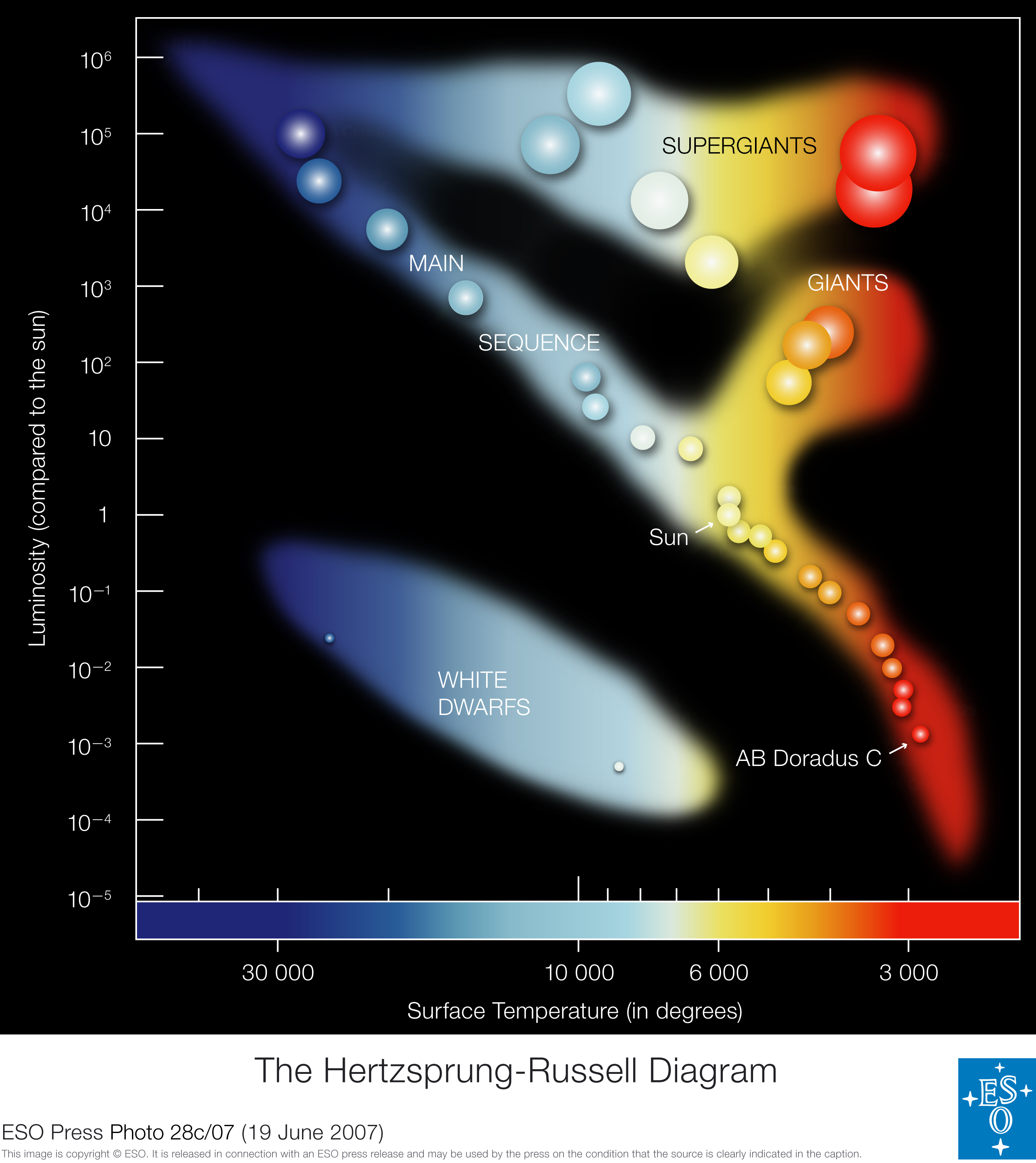
AB Doradus C steht am Ende der Hauptreihe des HR-Diagramms (ESO-Grafik)

Das „Wackeln“ von A, durch die gemeinsame Bewegung um das Baryzentrum von A und C

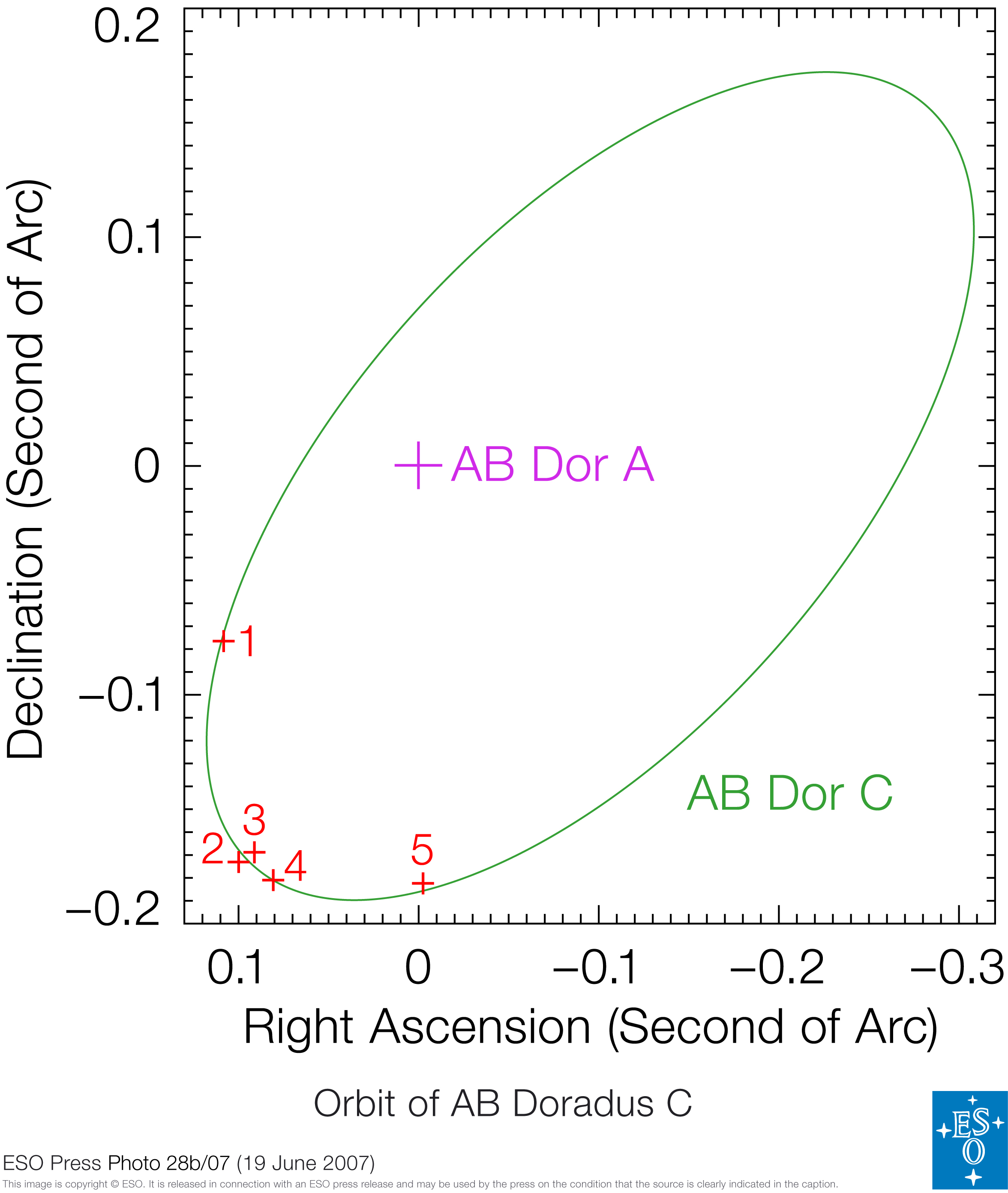
Der als grüne Ellipse dargestellte Orbit von AB Doradus C um den massereicheren AB Doradus A

AB Doradus C ist die kleinere Komponente des Untersystems AB Doradus A-C. Der Rote Zwerg gehört der Spektralklasse M8 an und wird damit als später M-Zwergstern eingestuft. Mit 2600 Kelvin ist seine Oberflächentemperatur dementsprechend kühl, während die der Sonne mehr als doppelt so hoch ist. Ebenso gering ist auch sein Radius, der nur etwa ein Sechstel von AB Doradus A ausmacht.
Mit 8,9 % der Sonnenmasse (ca. 93 Jupitermassen) gilt AB Doradus C als einer der leichtesten bekannten Sterne überhaupt. Wäre er nur ein wenig masseärmer, wäre er ein Brauner Zwerg. Solche Objekte nehmen eine Sonderstellung zwischen Planeten und Sternen ein. Sie können kurzzeitig geringe Energiemengen aus der Fusion von Deuterium gewinnen, bevor sie auskühlen. In dieser Anfangsphase sind sie von normalen Sternen kaum zu unterscheiden.
Während die Sonne und AB Doradus A als durchschnittliche Hauptreihensterne unterhalb der Mitte der Hauptreihe im Hertzsprung-Russell-Diagramm stehen, markiert AB Doradus C als masseärmster aller Sterne, sofern die kühleren Braunen Zwerge unberücksichtigt bleiben, das Ende.

##### Entdeckung
Bereits in den 1990er Jahren war der kleine Begleiter von AB Doradus A bekannt, bis zum Jahre 2004 konnte er nur aufgrund seiner Gravitationswirkung durch ein „Wackeln“ des umkreisten AB Doradus A nachgewiesen werden, der ihn vollkommen überstrahlt. Dieses Wackeln kommt durch die Drehbewegung um das gemeinsame Baryzentrum zustande. Die neue Komponente wurde AB Doradus C genannt, da die Bezeichnung AB Doradus B bereits vergeben war. Auch der Name AB Doradus Ab schied aus, weil sonst der orange Hauptstern, der sich schon aufgrund seiner Auffälligkeiten bezüglich seiner Rotation einen Namen gemacht hatte, in AB Doradus Aa umbenannt hätte werden müssen.
Da AB Doradus C vom Hubble-Weltraumteleskop nicht optisch erfasst werden konnte, wurde er erst 2005 mit dem Instrument NACO SDI des Very Large Telescope der europäischen Südsternwarte optisch erfasst. Die mit adaptiver Optik ausgestattete Kamera nahm durch unterschiedliche Filter vier Bilder von AB Doradus A–C gleichzeitig auf. Damit der hellere AB Doradus A verschwand und der kühlere Begleiter sichtbar wurde, wurden die Bilder voneinander subtrahiert. Hierbei wurde die Tatsache ausgenutzt, dass die beiden Sterne ihr Helligkeitsmaximum in unterschiedlichen Spektralbereichen haben, AB Doradus A im sichtbaren Licht, AB Doradus C hingegen im infraroten Wellenbereich.
Mithilfe der neuen Beobachtungen fand man heraus, dass AB Doradus A von seinem Begleiter in einer stark exzentrischen Umlaufbahn umrundet wird. Das bedeutet, dass der Mittelpunkt des Orbits von AB Doradus C sich außerhalb des gemeinsamen Baryzentrums der beiden Sterne befindet, und sie somit in einem variierenden Abstand voneinander entfernt sind.
Außerdem wurde festgestellt, dass AB Doradus C mit 2600 K um 400 K kühler war als erwartet. Dies stellt bisherige Modelle zur Berechnung von Sternmassen aus Leuchtstärken für kleine Himmelsobjekte insofern in Frage, als sie für kleine Sterne angepasst werden müssen, um das Beobachtungsergebnis zu erklären.
Die unten stehenden ESO-Bilder zeigen das System AB Doradus A–C vor Anwendung der neuen Beobachtungsmethode und danach. Während auf dem linken Bild die leuchtschwache Komponente noch vollkommen überstrahlt wird, ist sie auf dem rechten Bild, begünstigt durch das „Verschwinden“ von AB Doradus A, klar und deutlich erkennbar.

##### Weitere Entwicklung
Wie in sonnenähnlichen Sternen fusioniert ein Roter Zwerg wie AB Doradus C über die Proton-Proton-Reaktion Wasserstoff zu Helium. Da diese Sternklasse jedoch zusätzlich geringe Kerntemperaturen aufweist, herrscht im gesamten Stern die Konvektion vor, er gilt als „vollkonvektiv“, während in schweren und durchschnittlichen Hauptreihensternen die Wärmestrahlung Teil der Energieübertragung im Sternaufbau nach außen ist.

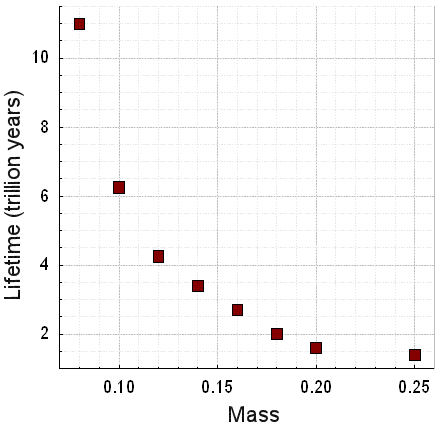
Die angenommene Lebensdauer Roter Zwerge auf der Hauptreihe in Billionen Jahren

In größeren Sternen sammelt sich im Laufe der Zeit Helium im Kern an. Stattdessen ist dies bei den vollkonvektiven Roten Zwergen nicht der Fall. Deshalb können sie prozentual mehr Wasserstoff verschmelzen, bevor sie die Hauptreihe verlassen, was ihre enorme Lebenszeit begründet. Je geringer die Masse des Sterns ist, desto länger befindet er sich auf der Hauptreihe. Damit wird AB Doradus C als leichtester Stern länger als jeder andere bekannte Stern, möglicherweise sogar zehn Billionen Jahre lang, auf der Hauptreihe verweilen.
Dass AB Doradus C letztendlich dieses enorme Alter erreichen wird, ist noch ungewiss. Sollte sich sein Orbit um AB Doradus A in den nächsten Jahrmilliarden nicht stabilisieren, wird es während der Phase von AB Doradus A als Roter Riese zu einem Massetransfer zwischen den beiden Sternen kommen. Dann strömt Materie vom die Roche-Grenze überschreitenden Riesenstern zur kleinen Komponente. Die steigende Masse von AB Doradus C würde dann eine höhere Reaktionsaktivität begünstigen, wodurch der Brennstoff schneller verbraucht würde und der ehemals kleine Rote Zwerg schon nach wenigen Billionen Jahren erlöschen würde.
Aufgrund seiner geringen Masse wird AB Doradus C selbst nicht zum Roten Riesen anschwellen. Stattdessen wird der Stern, sobald der Wasserstoffvorrat im Stern erschöpft ist, schrumpfen und durch die freigesetzte gravitative Energie die letzten Fusionsprozesse ermöglichen. Schließlich erreicht AB Doradus C das Stadium des Weißen Zwergs.

### AB Doradus Ba und Bb

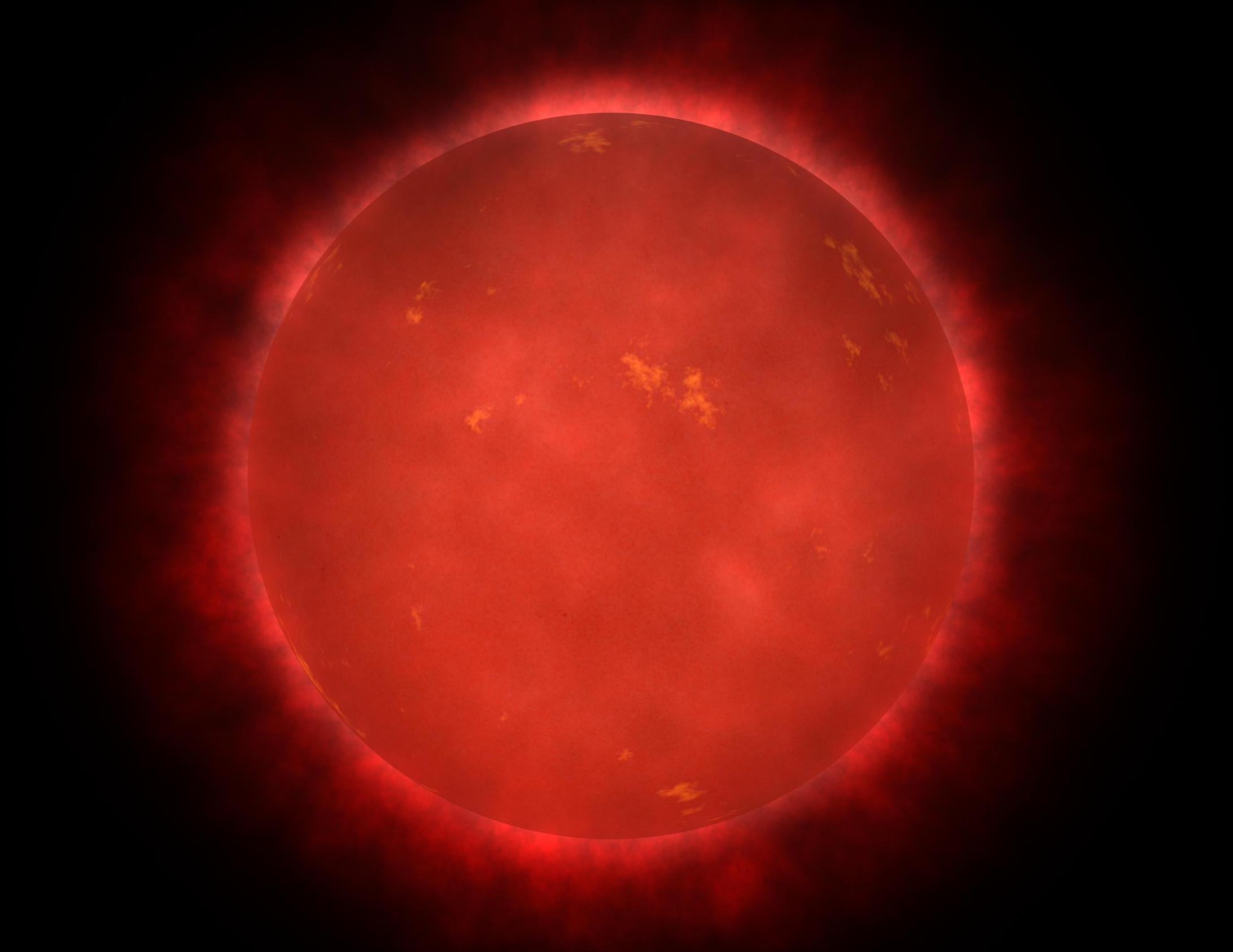
Künstlerische Darstellung eines Roten Zwerges (NASA-Illustration)

Den Resultaten zufolge machen AB Doradus Ba und AB Doradus Bb bei korrekten Ergebnissen nur ein Prozent der Leuchtkraft von AB Doradus A aus.
Bei AB Doradus Ba handelt es sich, mit geschätzten 13 bis 20 % der Sonnenmasse, um die schwerere Komponente des AB-Doradus-B-Systems. Zunächst wurde der Stern heller eingestuft, konnte jedoch später der Spektralklasse M5 V zugewiesen werden. Seine Oberflächentemperatur liegt zwischen 3145 und 3305 Kelvin. Die des leuchtschwächeren, 11 bis 18 % der Sonnenmasse ausmachenden AB Doradus Bb hingegen wurde auf 3080 K bis 3240 K bestimmt. Damit gehört er der etwas kühleren Spektralklasse M5.5 V an.
Wie AB Doradus C werden AB Doradus Ba und AB Doradus Bb die Hauptkomponente AB Doradus A um ein Vielfaches deutlich überleben und schließlich ebenfalls als Weiße Zwerge enden.

#### Entdeckungen
Die Komponente B von AB Doradus wurde durch Richard A. Rossiter entdeckt, der den Doppelstern als Nummer 137 in seinem Katalog aufnahm; dementsprechend ist die Komponente B heute als Rossiter 137 B oder kurz Rst 137 B bekannt. Dabei wurde ursprünglich angenommen, dass es sich bei dem zehn Bogensekunden von AB Doradus A entfernten kleinen Begleiter um einen Einzelstern dreizehnter Größenklasse der Spektralklasse M3.5 Ve handelt. Das Suffix „e“ steht hierbei für Emissionslinien.
Seit dem Nachweis des kleinen AB Doradus C konnte jedoch unter Anwendung der neuen Beobachtungsmethoden festgestellt werden, dass AB Doradus B aus zwei roten Zwergsternen besteht, welche sich in einer Entfernung, vergleichbar mit dem Abstand der Sonne zur Erde, gegenseitig umkreisen. Die neuen Komponenten erhielten entsprechend die Bezeichnungen AB Doradus Ba und AB Doradus Bb. Mittels des Masse-Leuchtkraft-Gesetzes lässt sich daraus eine Gesamtmasse der beiden Sterne von einem Drittel der Sonnenmasse bestimmen.

#### Altersbestimmung
Mithilfe der ermittelten physikalischen Eigenschaften von AB Doradus Ba und AB Doradus Bb sollte das Alter des Systems AB Doradus genauer bestimmt werden. Ein exaktes Ergebnis war aufgrund der ungewöhnlichen Eigenschaften von AB Doradus A und AB Doradus C nicht möglich gewesen.
Dabei wurden die beiden sich umkreisenden kleinen roten Sterne mit drei weiteren Roten Zwergen der Spektralklasse M3 des AB-Doradus-Bewegungshaufens bezüglich ihrer Leuchtkraft mit weiteren M-Zwergen aus den mehr als 100 Millionen Jahre alten Plejaden und dem seit 50 bis 60 Millionen Jahren bestehenden offenen Sternhaufen IC 2391, der Region um ο Velorum im Sternbild Segel des Schiffs, verglichen. Auf dem Diagramm deuteten die Gemeinsamkeiten der untersuchten Sterne in Richtung des jüngeren Clusters IC 2391. Damit konnte das Alter von AB Doradus auf mindestens 50 Millionen Jahre bestimmt werden.

## Möglichkeit der Planetenbildung
Mit der Entdeckung der drei Super-Erden um HD 40307 wurde die Theorie aufgestellt, dass es Planeten so gut wie um jeden Stern geben könnte. Mit der Entdeckung eines Planeten im Doppelsternsystem γ Cephei rückte AB Doradus ins Blickfeld der möglichen Kandidaten für die Beherbergung eines potenziellen Planetensystems. Die habitablen Zonen der einzelnen Komponenten können aus der Leuchtkraft der Sterne und ihrer Größe berechnet werden. Diese Lebenszone markiert den Abstandsbereich, in dem sich ein Planet von seinem Zentralgestirn aufhalten muss, damit Wasser dauerhaft in flüssiger Form als Voraussetzung für Leben, vergleichbar mit irdischen Verhältnissen, auf der Oberfläche vorliegen kann.
| Name          | Spektralklasse | Masse [M☉] | Leuchtkraft [L☉] | Lebenszone [AE] |
| ------------- | -------------- | ---------- | ---------------- | --------------- |
| AB Doradus A  | K2 Vk          | 0,76       | 0,377            | 0,61            |
| AB Doradus Ba | M5 V           | 0,165      | 0,00182          | 0,04            |
| AB Doradus Bb | M5.5 V         | 0,145      | 0,00116          | 0,03            |
| AB Doradus C  | M8             | 0,089      | >1/1000          | >0,01           |
| Sonne         | G2 V           | 1,0        | 1,0              | 1,0             |

Rein theoretisch könnte ein Planet um AB Doradus A im Abstand der Venus zur Sonne genügend Energie erhalten, um flüssiges Wasser zu bergen. Die Hauptproblematik, welche die Entstehung von Planeten deutlich einschränkt, ist jedoch die Tatsache, dass es sich bei AB Doradus um ein Doppel-Doppelsternsystem handelt. Während Einzelsterne problemlos Staubscheiben bilden können, hindern sich die Sterne eines Binärsystems oft gegenseitig. Um stabile Umlaufbahnen der Planeten zu gewährleisten, müssen sich die beiden Sterne eines Systems entweder so nah umkreisen, dass ein Planet seine Bahn um das Baryzentrum der Sterne zieht, oder die Sterne umlaufen einander in einem so großen Abstand, dass die Umlaufbahnen der Planeten um die einzelnen Sterne nicht gestört werden.
So weist AB Doradus A zwar die sonnenähnlichsten Eigenschaften auf, jedoch könnten mögliche Planeten durch die enorme Exzentrizität der Bahn von AB Doradus C in ihrem Orbit nicht stabil bleiben. Dazu kommt die hohe Röntgen- und Magnetaktivität des schnell rotierenden AB Doradus A, wodurch die Chance der Planetenbildung in einem geringeren Abstand um den Stern ebenfalls gleich null ist. Ebenso eignet sich der leuchtschwache Rote Zwerg kaum, da ein fiktiver Planet sich auf einer äußerst kleinen Bahn um den Stern bewegen müsste. Außerdem würde die variierende Nähe des leuchtstärkeren AB Doradus A die klimatischen Bedingungen stark einschränken.
Somit verbleiben nur die beiden roten Zwergsterne AB Doradus Ba und AB Doradus Bb als mögliche Zentralgestirne extrasolarer Planeten. Da ihre jeweiligen Lebenszonen nur ein Fünfundzwanzigstel des Abstandes der beiden Sterne ausmachen, könnten sich massearme, also terrestrische Planeten, durchaus bilden, ohne den Kräften des zweiten Sterns hilflos ausgesetzt zu sein. Sicher auszuschließen sind damit Gasriesen wie Jupiter und Saturn, die sich aufgrund der gravitativen Störungen in einem Doppelsternsystem nicht bilden können.
Die Bewohnbarkeit von Planeten Roter Zwerge ist Thema einiger Diskussionen. Trotz ihres häufigen Vorkommens und der langen Lebenszeit dieser Sterne gibt es mehrere Faktoren, die das Leben auf einem solchen Planeten schwierig machen könnten. Übertragen auf AB Doradus Ba und AB Doradus Bb dürfte ein Planet nur im Abstand von 10 % des Abstandes des Planeten Merkur zur Sonne um einen der beiden Sterne kreisen. Wenn ein Planet derart nahe um einen Stern kreist, würde sich durch die Gezeitenkräfte eine gebundene Rotation einstellen. Eine Seite der Oberfläche wäre dauernd dem Stern zugewandt, somit wäre die rote Sonne immer an der gleichen Stelle am Himmel zu sehen. Selbst wenn die Rotation uneingeschränkt bliebe, könnten sich keine Jahreszeiten entwickeln, da ein Umlauf eines Planeten innerhalb der Lebenszone wenige Tage dauern würde.
Da außerdem bei Roten Zwergen üblicherweise Flareausbrüche auftreten, würde dies Leben kaum ermöglichen. Innerhalb von wenigen Minuten könnte sich die Leuchtkraft des Sterns verdoppeln oder sogar verdreifachen. Diese Flares könnten die Atmosphäre eines jeden Planeten, der sich in der habitablen Zone befindet, zerstören.

## Der Himmel über AB Doradus
Obwohl das AB-Doradus-System nur knapp 50 Lichtjahre entfernt ist, erscheint der Himmel einem Beobachter größtenteils völlig verändert. Nur manche Sternbilder wie Schiffskiel und Drache sehen beinahe unverändert aus. Das Sternbild Schwertfisch wirkt jedoch vollkommen entzerrt. Dagegen steht die Sonne als unauffälliger Stern sechster Größe im Drachen, nahe Aldhibah (ζ Draconis), antipodal (in der Gegenrichtung) zu der von der Erde aus gesehenen Position von AB Doradus, also an den Koordinaten α = 17h 28m 45s und δ = +65° 26′ 55″.
Der Sonne näher stehende Sterne wie Sirius, Prokyon und Alpha Centauri sind in deutlich verschobenen und angenäherten Positionen zu erblicken. Beispielsweise weist Sirius nicht die gleiche Helligkeit von −1,46 mag auf, er ist nur ein Stern zweiter Größe, vergleichbar mit den anderen Teilen des großen Hundes wie Aludra (2,42 mag) oder Wezen (1,78 mag). Stattdessen erstrahlt Canopus als hellster und einziger die −1 mag-Grenze überschreitender Lichtpunkt, gefolgt von Achernar und den beiden Hauptsternen des Orion, Beteigeuze und Rigel. Außerdem bildet der nur acht Lichtjahre entfernte HD 40307 mit Pollux einen scheinbaren Doppelstern. Auch das System Zeta Reticuli erscheint als nur 14 Lichtjahre entferntes gelbes Doppel dritter Größe am Himmel.
Die leuchtschwachen direkten Nachbarn aus dem Bewegungshaufen von AB Doradus zieren den Himmel als orange-rötliche, nur schwach erkennbare Sterne, die selbst nie auffällig in Erscheinung treten und aufgrund ihrer identischen Eigenbewegung kaum ihre Position am Himmel ändern.